# Leptopilos hadjissaranti
Espèce
Synonymes
- Leptodrassus hadjissaranti Chatzaki, 2002

Leptopilos hadjissaranti est une espèce d'araignées aranéomorphes de la famille des Gnaphosidae.

## Distribution
Cette espèce est endémique de Crète en Grèce.

## Description
Le mâle holotype mesure 2 mm et les femelles de 2,7 à 3,3 mm.

## Étymologie
Cette espèce est nommée en l'honneur d'Haralambos Hadjissarantos.

## Publication originale
- Chatzaki, Thaler & Mylonas, 2002 : Ground spiders (Gnaphosidae; Araneae) of Crete (Greece). Taxonomy and distribution. I. Revue Suisse de Zoologie, vol. 109, no 3, p. 559-601 (texte intégral).